# عبد الرحيم غرين
عبد الرحيم غرين (بالإنجليزية: Abdur Raheem Green)‏ (ولد باسم أنتوني فاتساوف غالفين غرين) بريطاني اعتنق الإسلام ومؤسس أكاديمية البحث والمنهج الإسلامي - بالمختصر إرا - عرفه الوسط الإسلامي من ممارسته للدعوة إلى الإسلام من خلال ظهوره في التلفاز والدعوة في الأماكن العامة مثل الركن المختص بالخطب بمنتزة هايد بارك إضافة إلى أنه مقدم ومعد برامج على قناة السلام الناطقة باللغة الإنجليزية. يعمل الشيخ حالياً في قناة السلام وقناة الإسلام الناطقتين باللغة الإنجليزية إضافة إلى ترأسه أكاديمية البحث والمنهج الإسلامي. ومشاركته في بعض المحافل الدولية مثل مؤتمر السلام في بومباي.

## النشأة
ولد غرين في تنزانيا لأب كان مسؤولاً في مستعمرة تابعة للإمبراطورية البريطانية ولأم من أصل بولندي. كان يعتنق والده الإلحاد أما والدته فكانت من أتباع الكنيسة الكاثوليكية الرومانية ونتيجة لهذا نشأ عبد الرحيم غرين على الإيمان بالمعتقدات الكاثوليكية منذ نعومة أظفاره. وبعد استقلال مستعمرة دار السلام في تنزانيا عاد والديه إلى المملكة المتحدة وهو في العامين من العمر. شارك عبد الرحيم في حضور الكنائس الكاثوليكية. انتقل في سن 11 إلى القاهرة لقبول والده وظيفة هناك وكان يحضرها في عطله الطويلة.

## اعتناقه الإسلام
بدأ عبد الرحيم يطرح أسئلة عن الحياة والإيمان منذ صغره على معلمه الكاثوليكي ودافع عن الإيمان ضد الملحدين رغم عدم اعتقاده بصحة ما يؤمن به. بدأ اهتمام عبد الرحيم بالإسلام كدين من عام 1987م واستطاع خلاله الحصول على نسخة من القرآن المترجم. ثم اعتنق الإسلام رسمياً في عام 1988م وبدأ مباشرة الدعوة إلى الإسلام وحتى الآن. تزوج غرين من إمرأتين بريطانيتين مسلمتين من أصول هندية. ورزق منهما بعشر أطفال - في عام 2006م -.

## وصلات خارجية
- موقع الشيخ عبد الرحيم غرين الرسمي.
- محاضرات للشيخ عبد الرحيم
- صفحة الشيخ عبد الرحيم غرين على موقع قناة السلام.